# Jackie Robinson (musicista)
Jackie Robinson, noto anche sotto lo pseudonimo di "Harry Hippy" (...), è un cantante giamaicano.
Dal 1967 è membro del gruppo reggae The Pioneers, durante la sua carriera ha pubblicato anche album da solista usando il suo nome reale oppure il suo pseudonimo.

## Discografia

### Album
- 1977 - Dennis Brown Meets Harry Hippy (Pioneer)
- 197? - Consider Me (Kingston)
- 197? - George & Jackie Sing (Greenway), George Dekker & Jackie Robinson
- 197? - More Reggae Love Songs Vol. 2 (Sky Note), Jackie Pioneer & Singing Maxine

### Singoli
- 1968 - Over & Over (Punch)
- 1970 - Heart Made of Stone (Amalgamated)
- 1972 - Come On Over to My Place (Trojan)
- 1974 - Homely Girl (Harry J)
- 1974 - My Love For You (Harry J)
- 1974 - Warm and Tender Love (Horse)
- 1975 - In My Life (Horse)
- 1975 - Say You (Horse)
- 1975 - Personality (Horse)
- 1975 - Sweet Sensation (Greenway)
- 1976? - Santa Ain't Commin Down to Brixton Town (Reel Grande)
- 1977 - I'm Sorry About That/Don't Leave Me This Way (Bushays)
- 1980 - Better Love Next Time/Jamaican Child (Ice), Jackie Robinson featuring The Mexicano
- 19?? - Spit in the Skys/"French Town Girl (Pioneer), Lato A: Delroy Wilson & Jackie Robinson, Lato B: Eddy Grant & Jackie Robinson
- 19?? - Little Green Apples